# Josep Sarquella i Escobet
Josep Sarquella i Escobet (Llagostera 1928 – Palamós, 27 de juliol de 2000) va ser un pintor català especialista en marines de la Costa Brava.
Amb dos anys, la seva família es traslladà a viure a Palamós per instal·lar-se a prop de la Fosca, a una casa d'estil modernista coneguda com a Villa Pepita. Començà a traçar els seus primers dibuixos a l'edat de 10 anys, sota el mestratge del pintor Francesc Vidal Palmada. Després del Servei Militar es va instal·lar a Barcelona, ciutat on freqüentava el Cercle Artístic de Sant Lluc i al Reial Cercle Artístic. La seva carrera professional va començar el 1956 com a ilustrador. Les primeres exposicions individuals començare a Vilafranca del Penedès el 1958. La següent fou a la Sala Rovira de Barcelona. A més, cada estiu exposava a Palamós, on hi tenia un estudi.
Amb un estil impressionista, definit més per la pintura que pel dibuix, basà la seva obra a reflectir la llum de la Costa Brava. Les marines es caracteritzen pel component humà, els pescadors i sobretot per les barques hi apareixen. El paisatge en moviment de la seva pintura transmet el seu coneixement de la mar, la pesca i de la natura de les diferents tipologies d'embarcacions; una pintura que permet identificar-les clarament.
En l'obra de Sarquella també sobresurten els olis centrats en els embarcacions de la classe Optimist i en la regata Christmas Race, de la qual va voler destacar el moviment de les veles.
En l'àmbit artístic palamosí va entaular relació amb altres pintors com Ezequiel Torroella, Pere Coll, Joan Prat i Joaquim Comes, i també amb pintors de Barcelona. Va ser president del Cercle Artístic de Palamós.
Al llarg de la seva carrera va guanyar diversos concursos i premis de pintura, i rebé nombroses distincions. Va exposar de forma individual o col·lectiu a Catalunya, València, País Basc, Madrid, França, Països Baixos i Santo Domingo. El 2002 va ser nomenat fill adoptiu de la vila de Palamós, a títol pòstum.